# Macedonië op de Olympische Zomerspelen 2016
Macedonië nam deel aan de Olympische Zomerspelen 2016 in Rio de Janeiro, Brazilië. Tot de selectie behoorden zes atleten, actief in vier verschillende disciplines. Voor het eerst in zijn geschiedenis zond Macedonië meer vrouwen dan mannen naar de Spelen. Zwemster Anastasija Bogdanovski droeg de Macedonische vlag tijdens de openingsceremonie. 

## Deelnemers en resultaten
(m) = mannen, (v) = vrouwen 

### Atletiek
| Olympiër     | Discipline       | Resultaat | Prestatie                                   |
| ------------ | ---------------- | --------- | ------------------------------------------- |
| Riste Pandev | 100 m (m)        | 66e       | serie 1: 10,72 (1e) kwartfinale: 10,71 (9e) |
|              |                  |           |                                             |
| Drita Islami | 400 m horden (v) | 45e       | serie 2: 1.01,18 (7e)                       |

### Judo
| Olympiër           | Discipline | Resultaat    | Prestatie                                       |
| ------------------ | ---------- | ------------ | ----------------------------------------------- |
| Katerina Nikoloska | –63 kg (v) | eerste ronde | eerste ronde verloor van Büşra Katipoğlu: shido |

### Schietsport
| Olympiër     | Discipline           | Resultaat | Prestatie                         |
| ------------ | -------------------- | --------- | --------------------------------- |
| Nina Balaban | 10 m luchtgeweer (v) | 42e       | kwalificaties: 407,7 punten (42e) |

### Zwemmen
| Olympiër                  | Discipline           | Resultaat | Prestatie             |
| ------------------------- | -------------------- | --------- | --------------------- |
| Marko Blaževski           | 200 m wisselslag (m) | 26e       | series: 2.02,54 (26e) |
|                           |                      |           |                       |
| Anastasija Bogdanovski VO | 200 m vrije slag (v) | 33e       | series: 2.00,52 (33e) |